# Niklaus Wirth
Niklaus Wirth, teljes nevénː Niklaus Emil Wirth (Winterthur, 1934. február 15. – 2024. január 1.) svájci professzor, egyetemi tanár, mérnök, matematikus, informatikus, a számítástudomány, azon belül a strukturált és az objektumorientált programozás egyik svájci úttörője, több magas szintű programozási nyelv kidolgozója.
A szakértők többségének véleménye szerint a tíz legfontosabb kutató egyike a számítástudomány eddigi történetében.

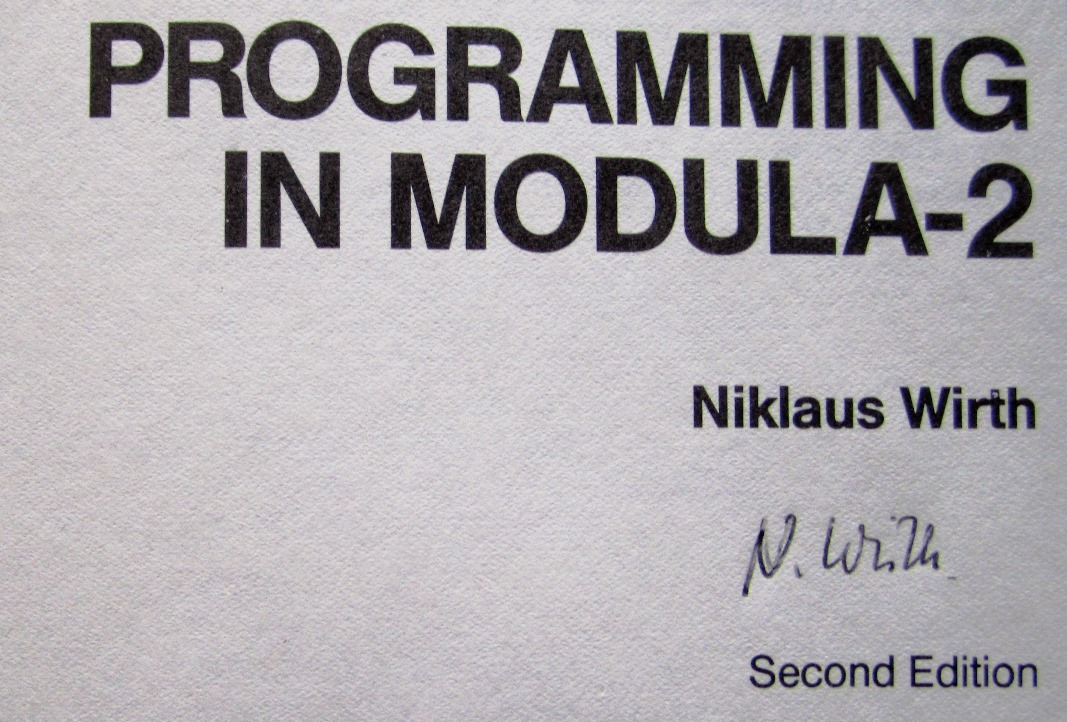
Aláírása a Programozás Modula-2-ben című könyvének dedikált példányán

Munkásságával párhuzamosan jelentős és sikeres erőfeszítéseket tett a számítástudomány, számítógép-tudomány egyenrangú tudományként való elismertetése érdekében.

## Élete, munkássága
Walter Wirth és Hedwig Keller fiaként született. 1959-ben szerzett villamosmérnöki oklevelet a Zürichi Szövetségi Műszaki Egyetemen (ETH Zürich). 1960-ban a kanadai Laval Egyetemen szerzett oklevelet, majd Ford-ösztöndíjasként doktorátust 1963-ban a Berkeley Egyetemen. 
1963–1967 között adjunktus volt a Stanford Egyetemen majd a Zürichi Egyetemen. 1968-ban már professzorként tért vissza az ETH-ra, ahol 1999-ig, nyugalomba vonulásáig számítástudományt oktatott és kutatásokat folytatott. 
1968-ban kezdték el munkatársaival a Pascal programozási nyelv fejlesztését, és 1970-ben készült el a fordítóprogram első működőképes változata. 1975-ben készült el a Modula, amely azonban nem terjedt el, és inkább kísérletinek tekinthető. 1976–1977, valamint 1984–1985 között a Xerox Palo Altó-i Kutató Központjában (PARC – Palo Alto Research Center) végzett kutatásokat. 
1977–1981 között fejlesztették ki a Lilith személyi számítógépet. 1979-ben készült el a Modula-2. Ez lett a Lilith operációs rendszeréhez mellékelt fordítóprogram. Ő tervezte továbbá 1986-ban a Ceres számítógépet. 1988-ban készült el az Oberon nyelv.
Kutatásai ebben az időszakban olyan programozási nyelvek megalkotására irányultak, amelyeknek nyelvi felépítése mintegy automatikusan kikényszerítik a szigorú típusosságot és a strukturált programozási technika alkalmazását a lehetséges programozási hibák lehető legminimálisabbra csökkentése érdekében.  
Az első nyelv, amelyet kifejlesztett (Helmut Weberrel), az Euler volt. Az általa később megtervezett nyelvek alapjait vetette meg. Később érdeklődése a csoportmunkát segítő, moduláris programozási nyelv megalkotása felé fordult. Itteni tapasztalatai alapján fordult a személyi számítógépek fejlesztése felé. 
Ezt követően az objektumorientált programozási technika és nyelvi támogatása irányában végzett kutatásokat.

## Művei
- Algoritmusok + Adatstruktúrák = Programok (Algorithms + Data Structures = Programs), Műszaki Könyvkiadó, Budapest, 1982, ISBN 9631038580, fordította: Lehel Jenő
- Programming in Modula-2, 1982
- Kathleen Jensen – Niklaus Wirth: A PASCAL programozási nyelv – Felhasználói kézikönyv és a nyelv formális leírása, Műszaki Könyvkiadó, Budapest, 1988, ISBN 9631077357
- Project Oberon, 1992
- Compiler construction, 1996

### Magyarul
- Algoritmusok + adatstruktúrák = programok; ford. Lehel Jenő; Műszaki, Bp., 1982
- Kathleen Jensen–Niklaus Wirth: A PASCAL programozási nyelv. Felhasználói kézikönyv és a nyelv formális leírása; ford. Mikolás Zoltán; Műszaki, Bp., 1982
- Kathleen Jensen–Niklaus Wirth: A PASCAL programozási nyelv. Felhasználói kézikönyv és a nyelv formális leírása az ISO Pascal szabvány szerint; 2. bőv. kiad.; Műszaki, Bp., 1988

## Díjak, elismerések
- 1983 – IEEE Emanuel R. Piore Díj
- 1984 – ACM Turing-díj
- 1988 – IEEE Computer Society, Computer Pioneer Díj
- 1989 – IBM Europe Science and Technology Prize 1988
- 1989 – Marcel Benoist Díj
- 1992 – A Svájci Mérnöki Akadémia (Swiss Academy of Engineering) tagja
- 1994 – Foreign Associate, US Academy of Engieering
- 1996 – Pour le Merite rend (Orden Pour le Merite)
- 1999 – SIGSOFT, Outstanding Research Award in Software Engineering
- 1999 – Leonardo da Vinci Medal. Societe Europeenne pour la Formation des Ingenieurs (SEFI)
- 2002 – Eduard-Rhein Technology-Prize, München
- 2004 – Fellow of the Computer History Museum
- 2007 – SIGPLAN Programming Languages Achievement Díj

## Díszdoktori címei
- 1978 – York-i Egyetem (University of York, Nagy Britannia)
- 1978 – Ecole Polytechnique Federale, Lausanne, Svájc
- 1987 – Laval Egyetem (Laval University), Quebec, Kanada
- 1993 – Linz-i Johannes Kepler Egyetem (Johannes Kepler Universitaet Linz, Ausztria)
- 1996 – Novoszibirszki Egyetem (University of Novosibirsk), Oroszország
- 1997 – The Open University, Nagy Britannia
- 1998 – Pretoriai Egyetem (University of Pretoria), Dél-Afrikai Köztársaság
- 1999 – Masaryk Egyetem (Masaryk University), Brno, Csehország

## Dokumentumfilmek
- Niklaus Wirth on Teaching Computer Science, az ieeeComputerSociety csatornáján, Niklaus Wirth és Charles Severance (Computer Magazine) beszélgetése. Eredeti címː Niklaus Wirthː The Art of Teaching Computer Science (angolul)
- Reviving a computer system of 25 years ago – Wirth, 2014, Niklaus Wirth előadása az ETH-n (angolul)